# مالي باديتش
مالي باديتش (بالسيريلية Мали Бадић) هي قرية في البوسنة والهرسك. وهي تقع في بلدية بوزانسكا كروبا التابعة لكانتون يونا-سانا في اتحاد البوسنة والهرسك. طبقا لنتائج التعداد البوسنة عام 2013 فقد كان عدد سكانها 183 نسمة.

## التركيبة السكانية

### التطور التاريخي للسكان
| 1961 | 1971 | 1981 | 1991 | 2013 |
| ---- | ---- | ---- | ---- | ---- |
| 238  | 304  | 320  | 313  | 183  |

## وصلات خارجية
- (بالإنجليزية) Maplandia